# San Francisco (Filipinas)
San Francisco (oficialmente el Municipio de San Francisco, (cebuano: Lungsod sa San Francisco; tagalo: Bayan ng San Francisco) es un municipio filipino perteneciente a la provincia de Cebú, en las Bisayas Centrales.

## Geografía
Es uno de los municipios que conforman las islas Camotes. San Francisco limita al norte con la provincia de Leyte en el mar de Camotes, al oeste con el mar de Camotes frente a Catmon, al este con la isla de Poro con el pueblo de Poro y al sur con el mar de Camotes
San Francisco está formada principalmente por la isla de Pacijan (también conocida como la isla de Pajican), así como por el diminuto islote de Tulang (con una superficie inferior a 1 km²) justo al norte de Pacijan. Ambas islas forman parte del grupo de las islas Camotes en el mar de Camotes (que también incluye la isla Poro y la isla Ponson). Están situadas al este de la isla principal de Cebú, al sur y al oeste de Leyte y al norte de Bohol.
La isla de Pacijan tiene unos 14,75 kilómetros de largo y 8,5 kilómetros de ancho. Una calzada de 1.400 metros cruza el manglar para conectar Pacijan con la isla de Poro. Fue construida durante la época española, para unir las islas y facilitar el comercio y los servicios en la iglesia de Poro.

## Historia
Hacia comienzos del siglo XX, el lugar, ya por entonces perteneciente a la provincia de Cebú, tenía contabilizada una población de 5182 habitantes. En 2020, el municipio de San Francisco tenía censados 59 236 habitantes.

## Barangays
San Francisco comprende 15 barangays:
| PSGC      | Barangay           | Población 2015 |
| --------- | ------------------ | -------------- |
| 072242002 | Cabunga            | 2226           |
| 072242003 | Campo              | 3123           |
| 072242004 | Consuelo           | 5750           |
| 072242006 | Esperanza          | 6370           |
| 072242007 | Himensulan         | 2331           |
| 072242001 | Montealegre        | 1735           |
| 072242008 | Northern Poblacion | 4786           |
| 072242009 | San Isidro         | 4346           |
| 072242010 | Santa Cruz         | 5465           |
| 072242011 | Santiago           | 2412           |
| 072242012 | Sonog              | 3799           |
| 072242013 | Southern Poblacion | 4143           |
| 072242014 | Unidos             | 992            |
| 072242015 | Union              | 5023           |
| 072242016 | Western Poblacion  | 2679           |
|           | Total              | 55,180         |